# 保罗·伊佐
保罗·戴维·伊佐 （英語：Paul David Izzo，1995年1月6日—，義大利語發音：[ˈpul ˈitsˈɔ]），是一名澳洲職業足球員，司職守門員，現效力於丹麥足球超級聯賽球會蘭達斯。

## 球會生涯

### 阿德萊德聯
2012年12月1日，伊佐在對作客對中岸水手首在上場，代替因為參加國家隊而無法出賽的尤金·加莱科维奇。他首次在主場上場是12月7日對墨爾本勝利的比賽。2013/14球季的澳洲足總盃第一輪對威靈頓鳳凰的賽事，他被安排以先發身份上場，保持清白之身以1-0晉級。2014年12月31日作客威靈頓鳳凰的比賽，由於首席門將加莱科维奇需參加亞洲盃，使伊佐有上場機會，最終以3-0輸球。之後他在對珀斯光輝和紐卡素噴射機的比賽上場，均取得勝利。

### 中岸水手
伊佐在2015年7月8日被球會放棄，之後立即與另一澳職球會中岸水手簽約兩年加盟。

## 國家隊生涯
伊佐曾代表澳洲U20出戰在阿聯酋舉行的2012年亞足聯U19青年錦標賽。